# Handskeryd
Handskeryd är en av stadsdel i sydöstra Nässjö. Stadsdelen har blandad bebyggelse med villor och hyreshus. Där finns en grundskola, Handskerydsskolan, med klasser upp till årskurs 6.
Stadsdelen är högt belägen, med högsta punkten ca 320 m ö.h.